# Çanakkale 1915-brug
De Çanakkale 1915-brug (Turks: Çanakkale 1915 Köprüsü) is een Turkse hangbrug tussen de steden Gallipoli op het gelijknamige schiereiland in Europa en Lapseki in Anatolië, Azië, beide in de provincie Çanakkale. De brug overspant de Dardanellen. Met een vrije overspanning van 2023 meter is het de langste hangbrug ter wereld.

## Naamgeving en symboliek
In de naam, specificaties en oplevertermijnen van de brug zit bijzonder veel symboliek. Het jaartal 1915 en de datum 18 maart van de eerste steen verwijzen naar de succesvolle verdediging van de Turkse wateren tegen Britse en Franse aanvallen op 18 maart 1915 tijdens de Slag om Gallipoli, die door de Turken zelf de Slag om Çanakkale genoemd wordt. De Slag om Gallipoli was onderdeel van de Eerste Wereldoorlog. Turkije behoorde in de Eerste Wereldoorlog tot de Centrale mogendheden en streed aan Duitse zijde.
De lengte van de langste overspanning (2.023 m) en de geplande afwerking in 2023 verwijzen beide naar het 100-jarig bestaan in 2023 van de Republiek Turkije, gesticht op 29 oktober 1923.

## Beschrijving
De pylonen zijn gebouwd in de zeestraat met caissons onderwater geplaatst. Het aanvoerviaduct van Lapseki tot het pyloon heeft een lengte van 650 m, het aanvoerviaduct van de zijde van Gallipoli heeft een lengte van 900 m. De overspannen zee-engte heeft een breedte van 3.573 meter. De overspanning tussen de pylonen is 2.023 meter. Het brugoppervlak heeft een breedte van 36 m met ruimte voor twee rijbanen met ieder drie rijstroken.

## Bouwgeschiedenis
De brug werd gebouwd door een consortium van het Zuid-Koreaanse Daelim en SK Group, en de Turkse partners Limak Holding en Yapı Merkezi. De eerstesteenlegging vond plaats op 18 maart 2017. Het budget voor de bouw was 10,35 miljard Turkse lira. Op 18 maart 2022 werd de brug officieel geopend door president Erdoğan.

## Context
De brug is een kunstwerk in de Turkse snelweg O-6, die een lengte heeft van 354 km en die Kınalı via Tekirdağ en Çanakkale met Balıkesir verbindt. Het traject omvat 31 viaducten, vijf tunnels, dertig verkeerswisselaars en 143 bruggen waarvan de Çanakkale 1915-brug veruit de grootste is.
Het is tevens een van de vier bruggen die het Aziatische continent met het Europese continent verbinden en die allemaal in Turkije liggen. De andere drie bruggen overspannen de Bosporus en zijn de 1590 m lange Bosporusbrug uit 1973, de 1510 m lange Fatih Sultan Mehmetbrug uit 1988 en de 2164 m lange Yavuz Sultan Selimbrug uit 2016.

## Galerij

Bouwchronologie
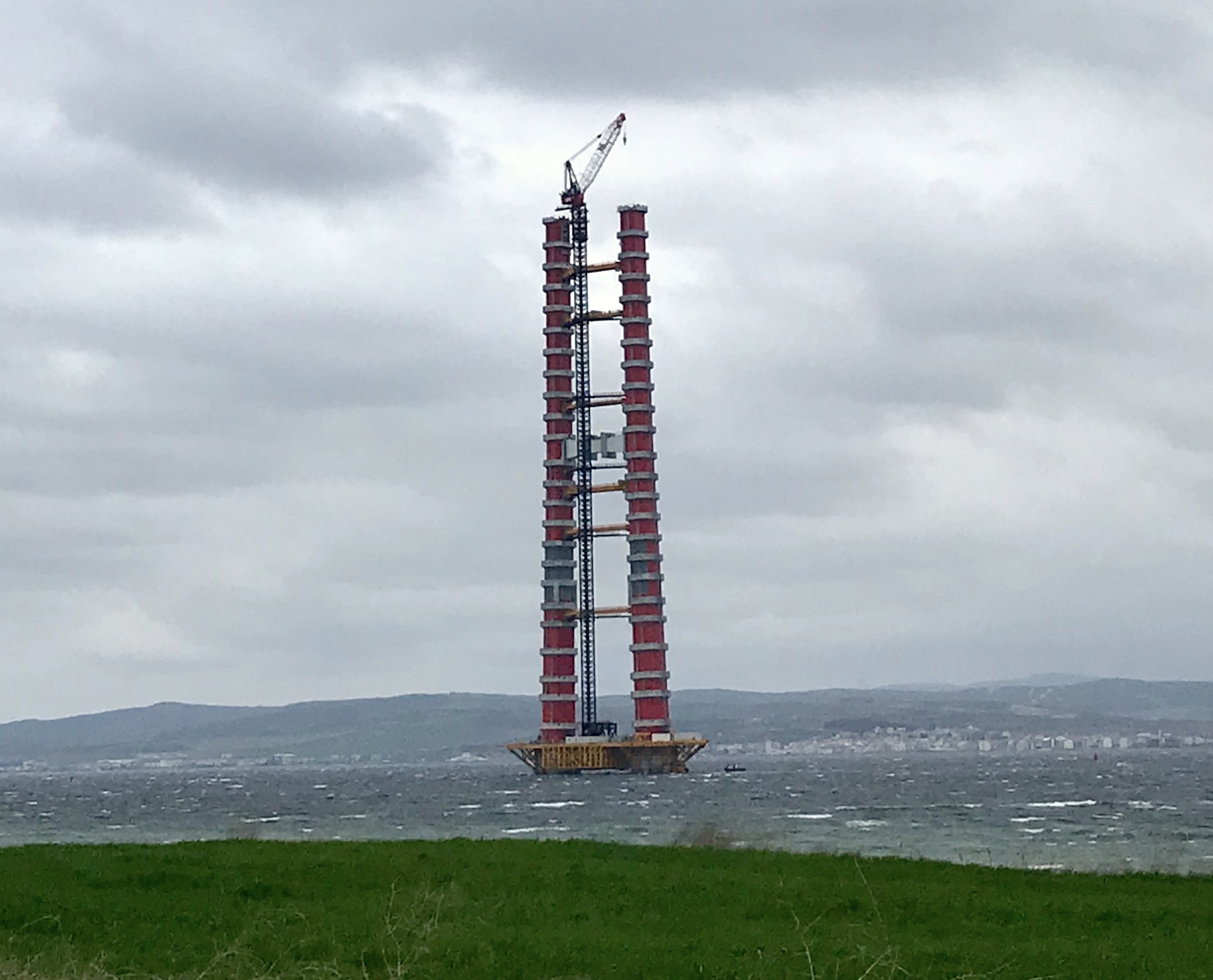
maart 2020, westelijke toren
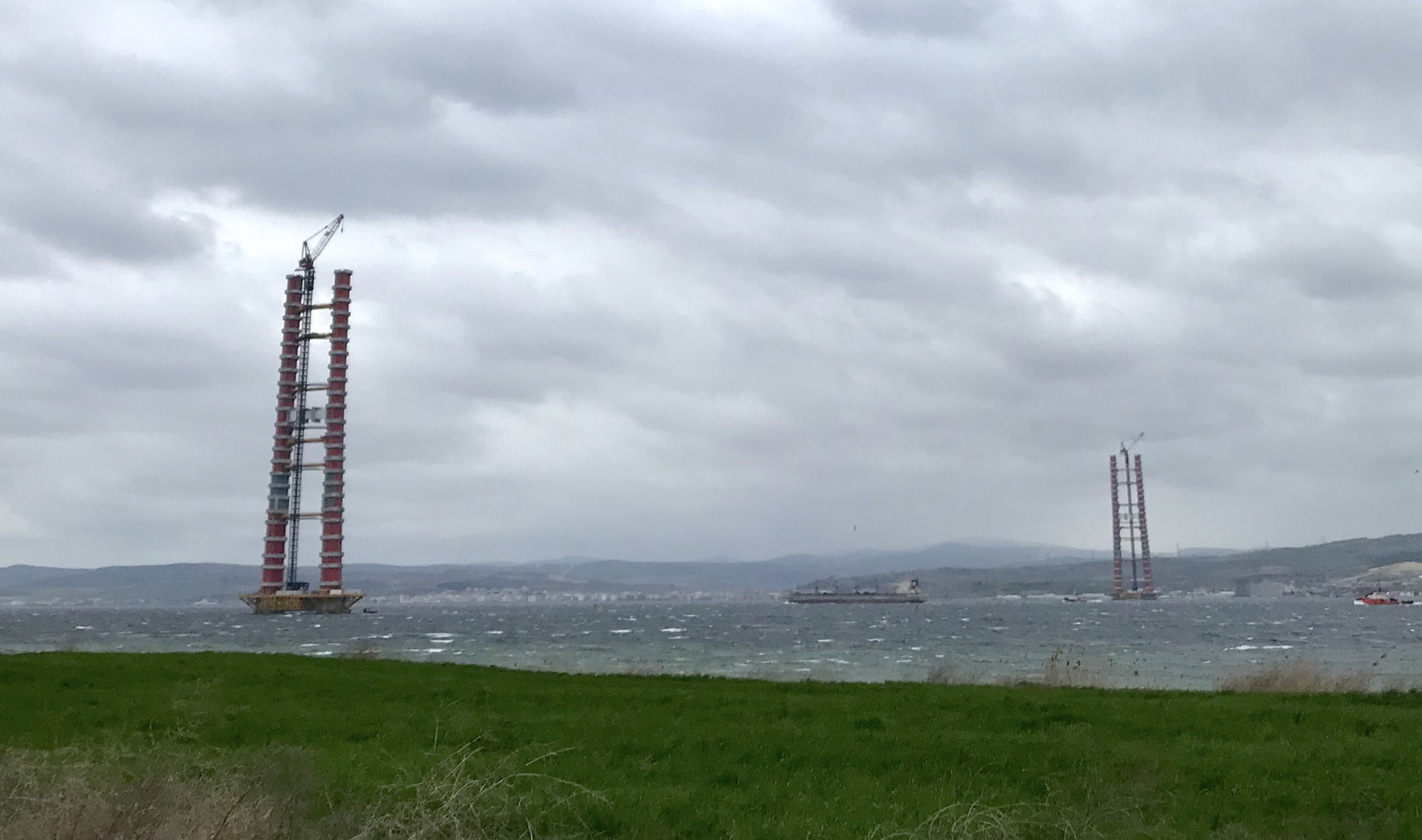
maart 2020, zicht vanaf de Europese kant
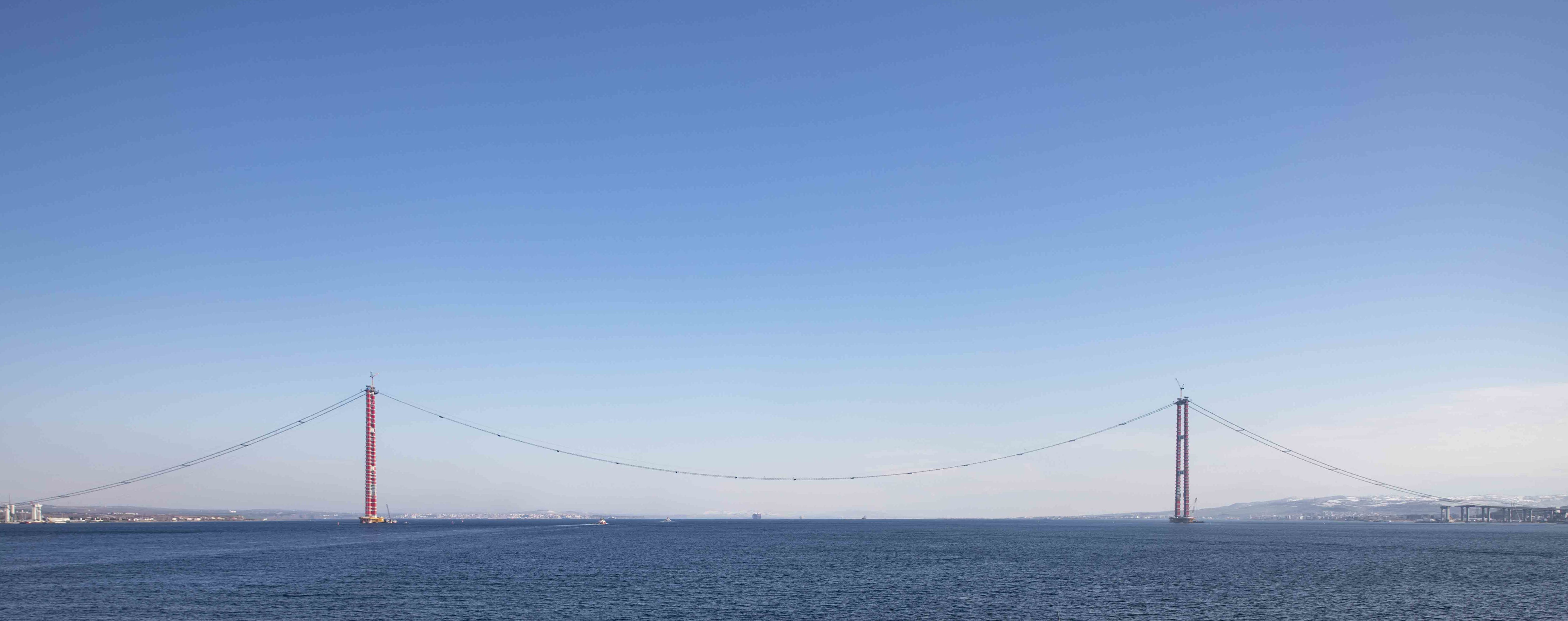
januari 2021
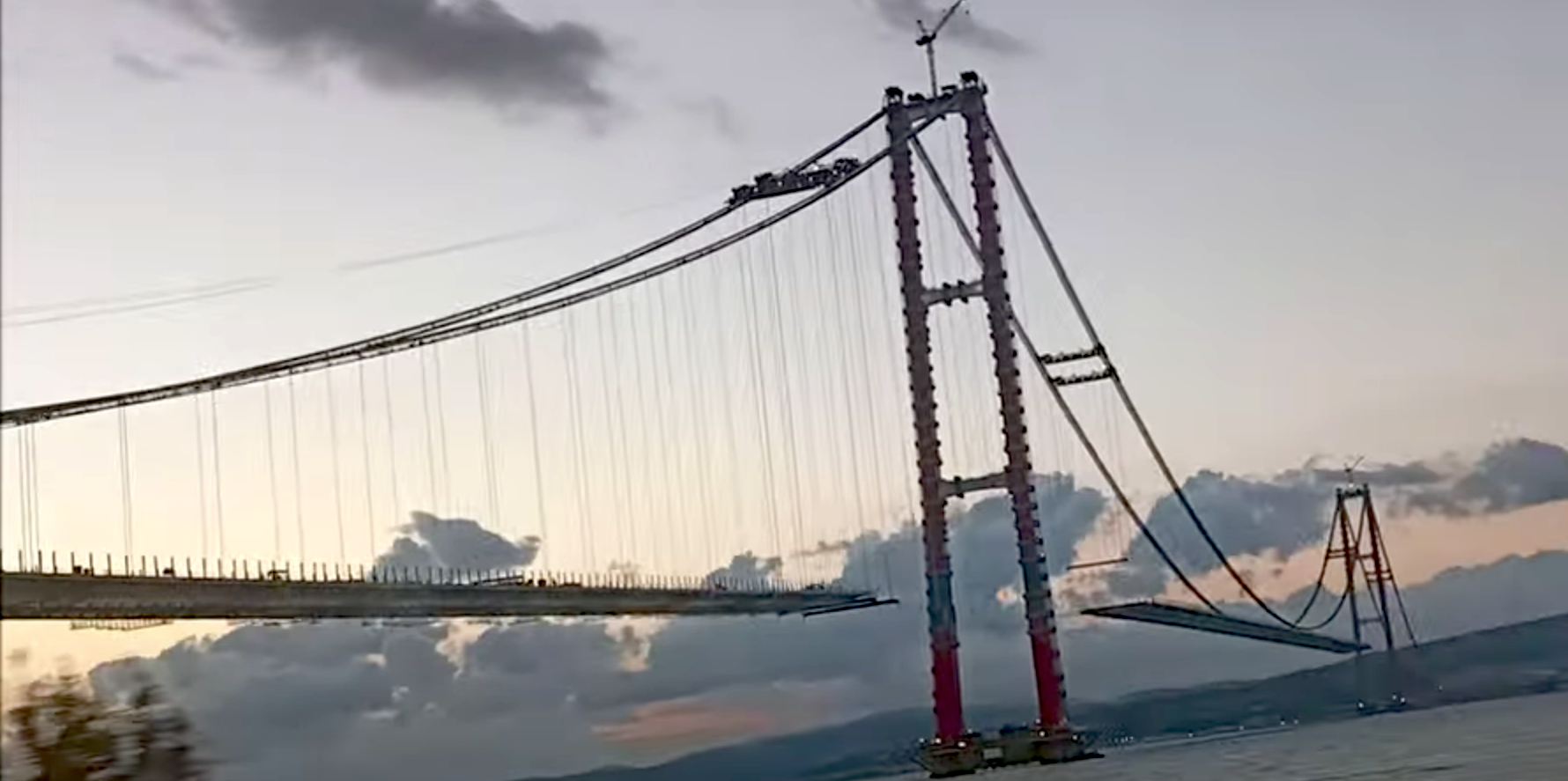
oktober 2021
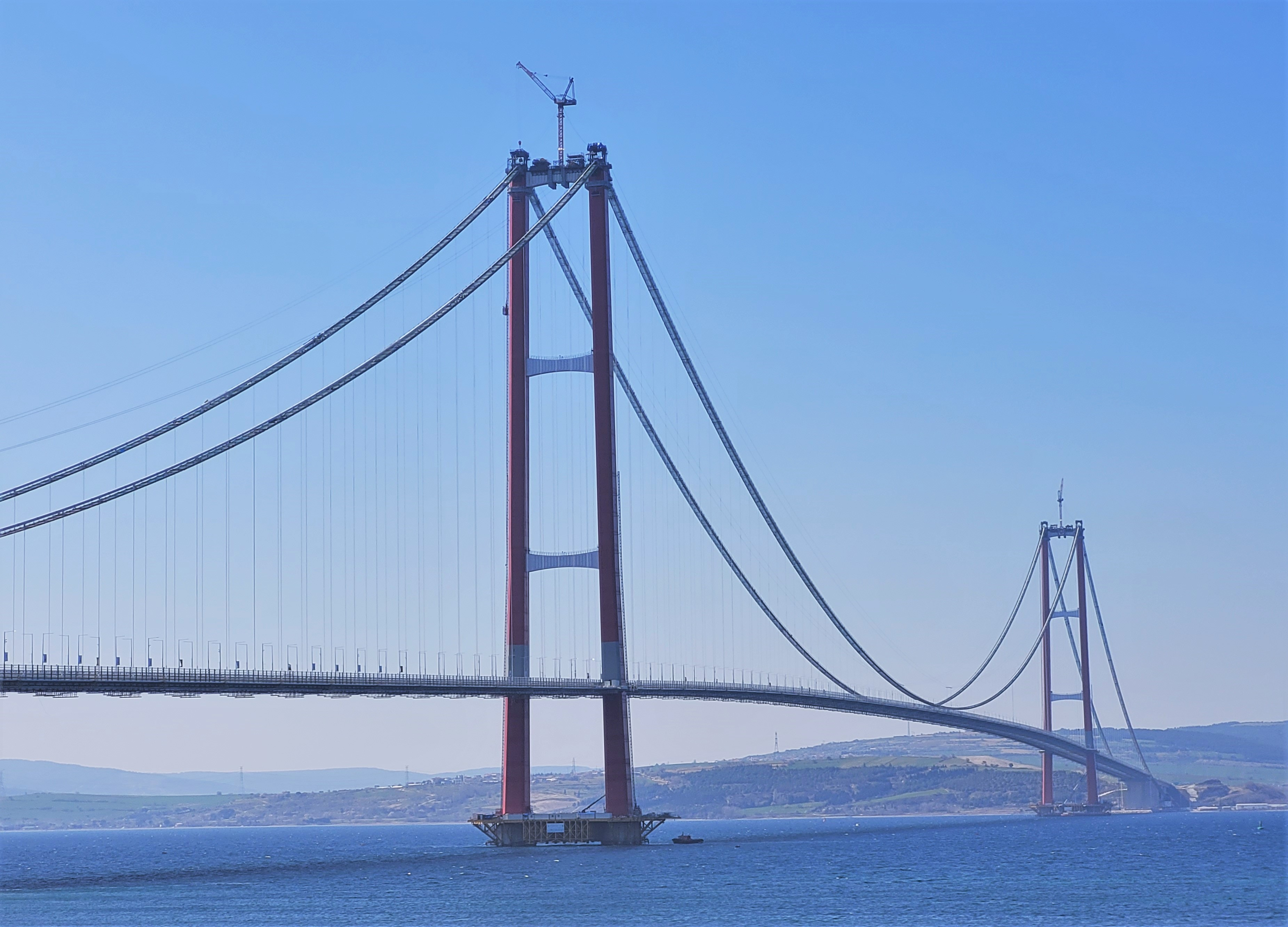
maart 2022